# Holländischer Katechismus
Der Holländische Katechismus (eigentlich De nieuwe katechismus, 1966) wurde im Auftrag der römisch-katholischen Bischöfe der Niederlande durch das Höhere Katechetische Institut Nijmegen mit vielen anderen Mitarbeitern erarbeitet und erhielt die kirchliche Druckerlaubnis (Imprimatur) durch Bernardus Kardinal Alfrink am 1. März 1966.
Der von niederländischen Theologen konzipierte Katechismus, der auf Deutsch 1968 mit dem Titel Glaubensverkündigung für Erwachsene erschien, wollte, von einer Analyse der Situation des Menschen ausgehend, den überlieferten Glauben in neuer Sprache zum Ausdruck bringen. Er markierte den Beginn der so genannten „nachkonziliaren Krise“ der römisch-katholischen Kirche, die sich vor allem in der starken Polarisierung in der an die Veröffentlichung anschließenden kontroversen Diskussion manifestierte.
Nach Auffassung einer eigens zusammengestellten Kardinalskommission enthielt der neue Katechismus jedoch schwerwiegende Irrtümer, vor allem in der Christologie, Ekklesiologie und Eschatologie.
Der deutschen Ausgabe wurden deswegen als „Ergänzung“ Änderungen aufgrund der Erklärung der Kardinalskommission über den Neuen Katechismus beigefügt.
Die liberale Richtung hat längst völlig alternative Theologien entwickelt, während die Römische Kurie seit 1985 den Weltkatechismus erarbeiten ließ (erschienen 1992, Kompendium 2005). Ursprünglich vor allem als Muster für regionale Katechismen vorgesehen, wurden die diversen Übersetzungen ein publizistischer Dauererfolg.
Nicht zuletzt alarmiert durch den Holländischen Katechismus rief Papst Paul VI. im Jahr 1967 ein „Jahr des Glaubens“ aus (im Gedenken an die 1900. Wiederkehr der Martyrien Petri und Pauli), das er am 30. Juni 1968 mit einem feierlichen Credo des Gottesvolkes abschloss, dessen Verbindlichkeit für die Kirche sich aus der Tatsache ergibt, das dieses Glaubensbekenntnis zugleich als Motu proprio in den Akten des Apostolischen Stuhls veröffentlicht wurde. Nicht nur der französische Journalist Jean d’Hospital bewertete dieses Credo als die eigentliche, lehramtliche Antwort auf den „Neuen Katechismus“.

## Gliederung
Der Holländische Katechismus ist in fünf Teile gegliedert.

### Das Dasein – ein Geheimnis
Als anthropologische Grundlegung wird von den Fragen des Menschen ausgehend die Kontingenz („Strich durch die Rechnung“) des menschlichen Lebens und damit die Sehnsucht nach Gott und seinem Wort dargestellt. Dieser Teil bildet die Grundlage, von dem aus die folgenden Teile dargestellt werden.

### Der Weg zu Christus
Im ersten Kapitel („Der Weg der Völker“) werden verschiedene Religionen und Weltanschauungen in ihrem Bemühen um die Grundfragen menschlichen Daseins gewürdigt. Im zweiten Kapitel („Israels Weg“) werden die geschichtlichen Erfahrungen des Volkes Israel mit seinem Gott (Abschnitte „Die Wundertaten Gottes“ und „Das Wort Gottes“) als Voraussetzung für die Entstehung des Alten Testamentes (Abschnitt „Die Heilige Schrift“) erläutert und ein Abriss über Verstehen und Einordnung der Bibel für den Glauben geliefert.

### Der Menschensohn
Der Teil über den Menschensohn Jesus Christus folgt weitgehend der Lebensgeschichte Jesu, nimmt aber immer wieder Bezug auf theologische Grundaussagen. Nach den Kapiteln über Johannes den Täufer („Der Mann, der Zeugnis vom Licht gab“), die Kindheitsgeschichten („Der Ursprung Jesu“) und die „Taufe und Versuchung“ folgen die Kapitel mit den zentralen Themen von Jesu Wirken und Verkündigung: „Das Reich Gottes“, „Die Zeichen“, „Der Herr lehrt uns beten“, „Der Gehorsame zeigt uns den Willen des Vaters“, „Der Gesalbte sammelt seine Gemeinde“. Im Kapitel „Wer ist dieser?“ wird grundsätzlich auf den Zusammenhang zwischen Jesus und der Christologie reflektiert. Die abschließenden Kapitel („Unterwegs nach Ostern“, „Das letzte Abendmahl“, „Der Tod des Gerechten“, „Abgestiegen in das Totenreich“, „Auferstanden und noch bei euch“, „Die Osterfeier“, „Sitzet zur Rechten des Vaters“, „Ich werde den Helfer senden“) sind stärker als die vorigen an christologischen Aussagen orientiert.

### Der Weg Christi
Die Kapitel „Junge Kirche“ und „Die Geschichte der Kirche“ bilden die Einleitung zu den Kapiteln über das Leben aus dem Glauben, die sich an einzelnen Sakramenten und den zehn Geboten orientieren.

### Der Weg zur Vollendung
Im Kapitel „Die letzten Dinge“ werden eschatologische Themen behandelt. Das Kapitel „Gott“ reflektiert vor allem auf grundsätzliche Aussagen über die Ferne und Nähe Gottes und endet im Kapitel „Gott ist Liebe“.

## Würdigung
Die Problematik des Konzepts wurzelt möglicherweise bereits darin, dass die Kontingenzerfahrung als Ausgangspunkt des gedanklichen Weges bereits ein abstrakter Begriff ist, der modernen Lebensverhältnissen nicht hinreichend entspricht. Die alltägliche Beanspruchung durch eine hochkomplexe, arbeitsteilige Industrie-, Informations- und Konsumgesellschaft ist für das durchschnittliche Bewusstsein nämlich alles andere als kontingent, sondern eher als selbstgenügsam zu qualifizieren. Sinnstiftung wird offenkundig von anderen „Institutionen“ viel unmittelbarer geleistet als dass eine Religion damit konkurrieren kann.
Andererseits sieht die Systemtheorie nach Niklas Luhmann eine Zunahme der Komplexität des Sozialen im Zuge der funktionalen Differenzierung moderner Gesellschaften. Handlungsoptionen haben zugenommen und müssen zunehmend individuell begründet werden. Somit sind Kontingenzerfahrungen, systemtheoretisch betrachtet, wahrscheinlicher geworden.
Ausgangspunkt für den o. g. Weltkatechismus blieb jedoch traditionell die Frage nach der Wahrheit des Glaubens. Diese gibt mittelbar auch Antwort auf die Frage nach dem Sinn des Lebens, die aber oft erst durch die Glaubensverkündigung überhaupt wachgerufen wird.

## Ausgaben
- De nieuwe Katechismus: geloofsverkondiging voor volwassenen; Hilversum-Antwerpen u. a.: Brand u. a. 1966
- Glaubensverkündigung für Erwachsene. Deutsche Ausgabe des Holländischen Katechismus; Nijmegen – Utrecht: Dekker & Van de Legt N.V. 1968.
- Glaubensverkündigung für Erwachsene: deutsche Ausgabe des Holländischen Katechismus; Freiburg im Breisgau: Herder 1969 (als Tb.: 198312; ISBN 3-451-01882-9)